# Leucinski zatvarač
Leucinski zatvarač (leucinski patentni zatvarač, leucinske makaze) je čest trodimenzioni strukturni motiv proteina. Ovi motivi se obično sreću kao deo DNK-vezujućeg domena kod raznih transkripcionih faktora, i stoga učestvuju u regulaciji ekspresije gena. Leucinski zatvarači su prisutni kod eukariotskih i prokariotskih regulatornih proteina, mada su oni prvenstveno svojstveni za eukariote.
Leucinksi zatvarač je super-sekundarna struktura koja funkcioniše kao dimerizacioni domen, i njeno prisustvo generiše adhezione sile između paralelnih alfa heliksa. Leucinski zatvarač se sastoji od više leucinskih ostataka na približno 7-ostataka dugim intervalima, čime se formira amfipatični alfa heliks sa hidrofobinim regionom duž jedne strane. Taj hidrofobni region omogućava dimerizaciju, ili zatvaranje motiva. Hidrofobni leucinski region je apsolutno neophodan za DNK vezivanje.

## Spoljašnje veze
- Leucine+zippers на 